# Lewis & Harris Football League
La Lewis & Harris Football League è il primo ed unico livello del calcio nell'isola di Lewis e Harris. È organizzato dalla Scottish Amateur Football Association dal 1980.

## Formato
Partecipano al campionato le nove squadre dell'isola che si affrontano in due gironi di andata e ritorno per un totale di sedici partite. Non ci sono né promozioni né retrocessioni e il campionato è posto sotto l'egida della Scottish Amateur Football Association. I club hanno la possibilità di partecipare alla Highland Amateur Cup, la coppa della regione scozzese di cui l'isola fa parte.

## Albo d'oro
| Stagione | Campione           |
| -------- | ------------------ |
| 1980     | Ness               |
| 1981     | Point              |
| 1982     | Ness               |
| 1983     | Harris             |
| 1984     | Ness               |
| 1985     | Ness               |
| 1986     | Ness               |
| 1987     | Ness               |
| 1988     | Stornoway Athletic |
| 1989     | Ness               |
| 1990     | Ness               |
| 1991     | Ness               |
| 1992     | Ness               |
| 1993     | Point              |
| 1994     | Ness               |
| 1995     | Lochs              |
| 1996     | Point              |
| 1997     | Point              |
| 1998     | Point              |
| 1999     | Ness               |
| 2000     | Back               |
| 2001     | Harris             |
| 2002     | Point              |
| 2003     | Lochs              |
| 2004     | Point              |
| 2005     | Lochs              |
| 2006     | Stornoway Athletic |
| 2007     | Lochs              |
| 2008     | Lochs              |
| 2009     | Lochs              |
| 2010     | Lochs              |
| 2011     | Back               |
| 2012     | Stornoway Athletic |
| 2013     | Carloway           |
| 2014     | West Side          |
| 2015     | Lochs              |
| 2016     | Lochs              |
| 2017     | Carloway           |
| 2018     | Point              |
| 2019     | West Side          |

## Partecipanti stagione 2020
- Back
- Carloway
- Harris
- Lochs
- Ness
- Point
- Stornoway Athletic
- Stornoway United
- West Side